# Akvárium Toba
Akvárium Toba (japonsky 鳥羽水族館, Toba-suizokukan; anglicky Toba Aquarium) je japonské veřejné akvárium nacházející se ve městě Toba. Je tvořeno dvanácti zónami replikujícími přírodní prostředí korálových útesů a řek a je domovem až 1 200 druhů mořských a říčních živočichů. Jedná se o jedno z nejnavštěvovanějších míst v Japonsku, například v roce 2013 jej navštívil necelý milion lidí.
Akvárium Toba je členem Japonské asociace zoologických zahrad a akvárií.

## Historie
Akvárium bylo poprvé otevřeno v květnu 1955 Haruakim Nakamurou. Od jeho otevření jej navštívilo přes 60 milionů lidí, což z něho dělá druhé nejnavštěvovanější akvárium v Japonsku; prvním je Akvárium Kaijúkan ve městě Ósaka. Akvárium Toba úzce spolupracuje s ministerstvem školství a prefekčním muzeem v Mie. Klade se v něm důraz na ochranu a chov vzácných mořských tvorů, kterým hrozí vyhynutí. K významným chovatelským událostem patří narození sviňuchy, poprvé se v Japonsku narodila také druhá generace vydry mořské.

## Tematické celky
Budova je rozdělena do dvanácti hlavních zón, mezi kterými se návštěvníci mohou volně pohybovat.
- Stadion pro představení – představení mořských lvů.
- Království mořských živočichů – ochrana a chov mořských savců, například tuleňů.
- Moře mořské panny – dugong.
- Starověké moře – expozice představující živoucí fosilie, jako jsou například loděnkovití, dvojdyšní, jeseterovití, ostrorepi východoasijští a žralok písečný.
- Potápění na korálových útesech – tropické ryby, mořské želvy a koráli.
- Japonské moře, moře Ise-Šima – tvorové žijící v zátoce Ise nebo sousedních japonských vodách, jako jsou sviňuchy, krabi a murénovití.
- Řeky v Japonsku – živočichové žijící v řekách Japonska, například losos masu.
- Svět džungle – živočichové v řece Amazonce a jejím povodí, jako jsou arapaimy.
- Moře polárních oblastí – vydry mořské, plískavice strakaté a bajkalští tuleni.
- Vodní koridor – vyskytují se zde například mroži lední, pelikáni, vydry hladkosrsté, vydry malé a tučňáci Humboldtovi.
- Račí koutek – představení různých druhů raků.
- Speciální výstavní místnost

## Zajímavosti
Na twitterovém účtu Akvária Toba se pravidelně aktualizuje blog o nejnovějších novinkách a událostech v akváriu. V roce 2020 se zde narodilo mládě tuleně bajkalského "Niko", které akvárium celosvětově proslavilo, jelikož jeho obličej připomíná tamním obyvatelům lidského starce.

## Galerie

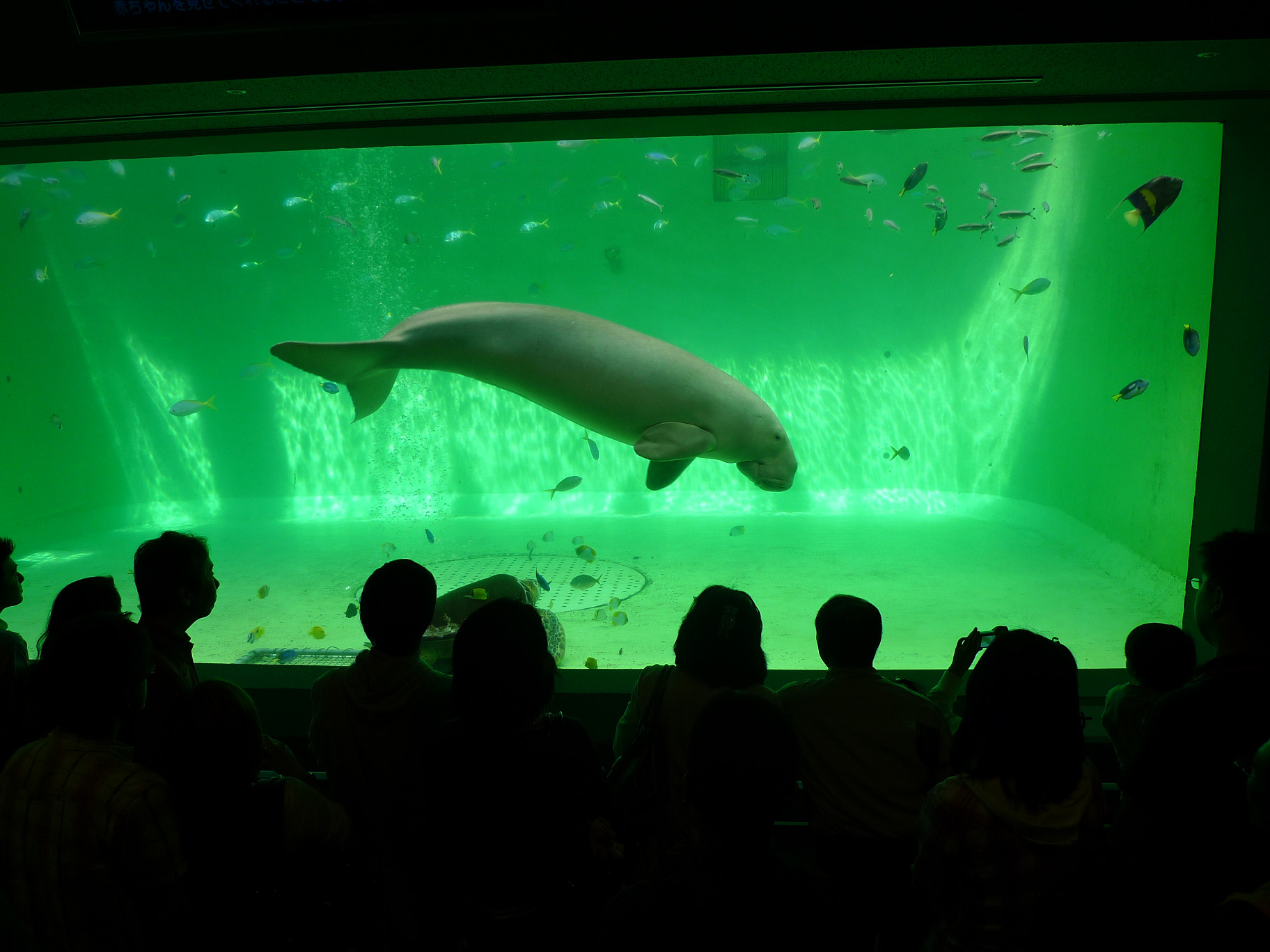
Dugong indický
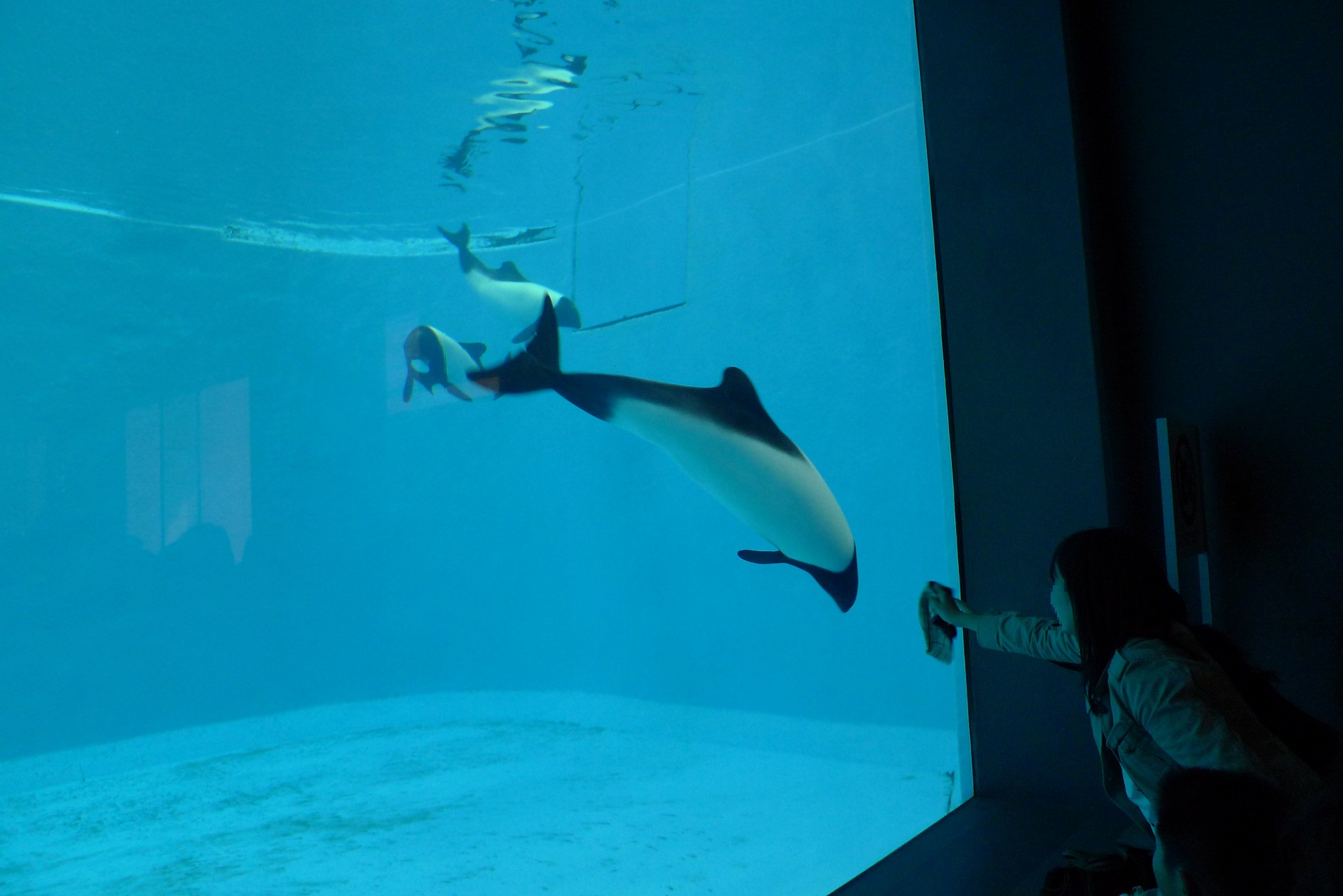
Plískavice strakatá
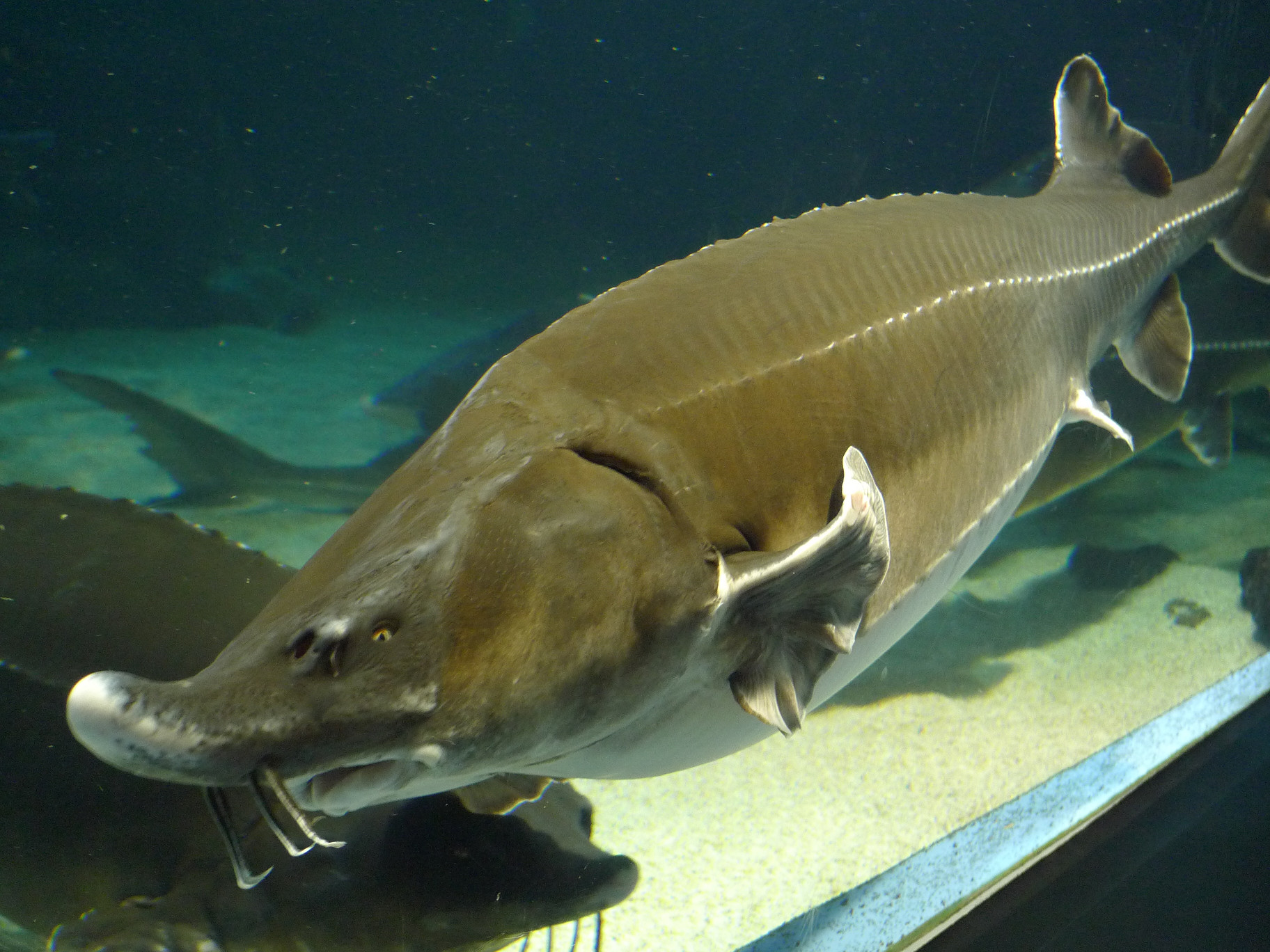
Vyza velká